# كراي كامشاتكا
كراي كامشاتكا أو كَمجَتكا أو كمجتكة (الروسية: Камча́тский край) هي إحدى الكيانات الفدرالية في روسيا. تدخل في منطقة الشرق الأقصى الاتحادية.
مركزها الإداري هو مدينة بتروبافلوفسك.

## تاريخ
تشكلت كراي كامشاتكا في 1 يوليو عام 2007 نتيجة لتوحيد مقاطعة كامشاتكا مع دائرة كورياك ذات الحكم الذاتي.

## سكان
يبلغ عدد السكان 322,079 حسب إحصاء سنة 2010.

## مدن
تحوي المدن والقرى التالية: بتروبافلوفسك وفيلوتشنسك ويليزوفو وبالانا